# 圣瑞斯特和瓦基耶尔
圣瑞斯特和瓦基耶尔（法語：Saint-Just-et-Vacquières，法語發音：[sɛ̃ ʒy(st) e vakjɛʁ]）是法国加尔省的一个市镇，属于阿莱斯区。

## 地理
圣瑞斯特和瓦基耶尔（44°6'40"N, 4°13'27"E）面积23.52 平方千米，位于法国奧克西塔尼大區加尔省，该省份为法国南部沿海省份，南端濒地中海，北起顺时针与阿尔代什省、沃克吕兹省、罗讷河口省、埃罗省、阿韦龙省和洛泽尔省接壤。
与圣瑞斯特和瓦基耶尔接壤的市镇（或旧市镇、城区）包括：艾加利耶、巴龙、布鲁泽莱萨莱斯、厄泽、蒙斯、蒙泰伊、莱普朗、圣伊波利特德卡通、塞讷。

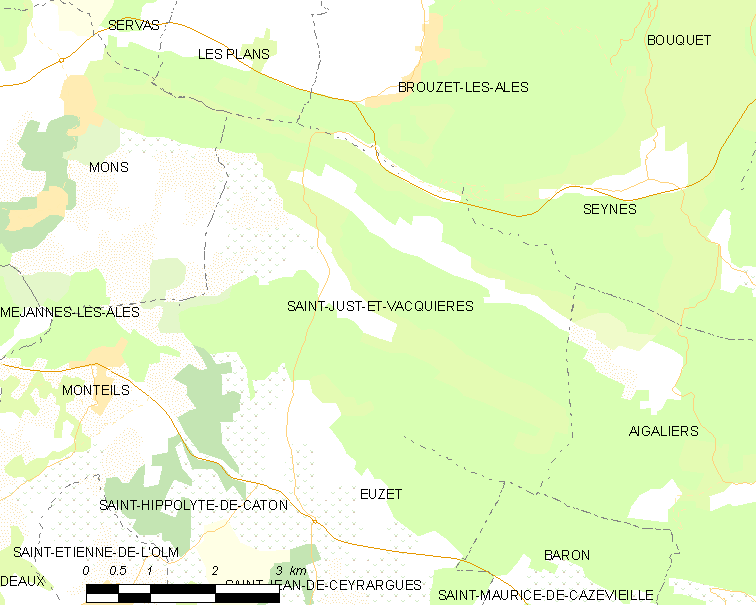
圣瑞斯特和瓦基耶尔的OSM定位图

圣瑞斯特和瓦基耶尔的时区为UTC+01:00、UTC+02:00（夏令时）。

## 行政
圣瑞斯特和瓦基耶尔的邮政编码为30580，INSEE市镇编码为30275。

## 政治
圣瑞斯特和瓦基耶尔所属的省级选区为阿莱斯第二县。

## 人口

1962-2008年间圣瑞斯特和瓦基耶尔人口变化图示

圣瑞斯特和瓦基耶尔于2022年1月1日时的人口数量为326人。